# Simbabwische Cricket-Nationalmannschaft in Südafrika in der Saison 2017/18
Die Tour der simbabwischen Cricket-Nationalmannschaft nach Südafrika in der Saison 2017/18 fand vom 26. bis zum 29. Dezember 2017 statt. Die internationale Cricket-Tour war Bestandteil der Internationalen Cricket-Saison 2017/18 und umfasste einen Test, der als erster Test überhaupt auf nur vier Tage angesetzt wurde. Südafrika gewann die Test-Serie 1–0.

## Vorgeschichte
Südafrika spielte zuvor eine Tour gegen Bangladesch, Simbabwe gegen West Indies. Das letzte Aufeinandertreffen der beiden Mannschaften bei einer Tour fand in der Saison 2014 in Simbabwe statt. Nachdem der International Cricket Council beschlossen hatte Tests die auf vier Tage angesetzt sind zu erlauben, ist dieser Test der erste der so stattfand.
Dazu wird die Overzahl die täglichen absolviert wird von 90 auf 98 erhöht.

## Stadien
Die folgenden Stadien wurden für die Tour als Austragungsort vorgesehen und am 27. September 2017 bekanntgegeben.
| Stadion          | Stadt          | Kapazität | Spiele  |
| ---------------- | -------------- | --------- | ------- |
| St George’s Park | Port Elizabeth | 19.000    | 1. Test |

## Kaderlisten
Simbabwe benannte seinen Testkader am 11. Dezember.
| Test | Test |
| Südafrika | Simbabwe |
| --- | --- |
| - Faf du Plessis (K) - AB de Villiers (VK) - Hashim Amla - Temba Bavuma - Quinton de Kock (wk) - Theunis de Bruyn - Dean Elgar - Keshav Maharaj - Aiden Markram - Morné Morkel - Andile Phehlukwayo - Vernon Philander - Kagiso Rabada - Dale Steyn | - Graeme Cremer (K) - Ryan Burl - Regis Chakabva - Tendai Chatara - Chamunorwa Chibhabha - Tendai Chisoro - Craig Ervine - Kyle Jarvis - Hamilton Masakadza - Solomon Mire - Peter Moor - Christopher Mpofu - Blessing Muzarabani - Sikandar Raza - Brendan Taylor (wk) |

## Tour Match in Paarl
| 20. – 22. Dezember Scorecard | Paarl | Zimbabweans 196 & 243                                     | – | Cricket South African Invitation XI 287 & 154-5 (38.2) |
|                              |       | Cricket South African Invitation XI gewinnt mit 5 Wickets |   |                                                        |

## Only Test in Port Elizabeth
| 26. – 29. Dezember Scorecard | Port Elizabeth | Südafrika 309-9d (78.3)                          | – | Simbabwe 68 (30.1) & 121 (42.3) (f/o) |
|                              |                | Südafrika gewinnt mit einem Innings und 120 Runs |   |                                       |